# Iberis peyerimhoffii
Iberis peyerimhoffii är en korsblommig växtart som beskrevs av René Charles Maire. Iberis peyerimhoffii ingår i släktet iberisar, och familjen korsblommiga växter. Inga underarter finns listade i Catalogue of Life.